# スヴォボードヌイ宇宙基地
スヴォボードヌイ宇宙基地 (ロシア語:Космодром Свободныйカスマドローム・スヴォボードヌィイ)は、ロシアのアムール州スヴォボードヌイの北方にあったロケット打ち上げ基地で1996年から使用された。地理的には: 北緯51度42分 東経128度00分 / 北緯51.700度 東経128.000度に位置する。

## 概要
元々はICBMの打ち上げの為に建設され、ソ連解体後、カザフスタン領となったバイコヌール宇宙基地の代替として計画されたが資金難の為、中止された。
1997年からスタールト1ロケットが打ち上げられた。また、UR-100N (NATOコードネーム：SS-19) 改造のロコットロケット打ち上げに対応するように改良された。
スヴォボードヌイ宇宙基地では5基のスタールト1ロケットが打ち上げられたのみである。2005年にバイコヌール宇宙基地が改装されてからはロシア連邦宇宙局は2番目の射場を維持しない事を決定、2007年にスヴォボードヌイは閉鎖された。
跡地では2011年1月から、バイコヌール宇宙基地の機能を代替するボストチヌイ宇宙基地の建設が始まり、8月1日に開設、2016年4月28日に最初のロケットの打ち上げに成功した。